# Maria Pommer-Uhlig
Maria Pommer-Uhlig, auch Maria Pommer-Pehl, (* 13. Juni 1896 im Deutschen Reich; † unbekannt) war eine deutsche Kostümbildnerin beim Film des Dritten Reichs.

## Leben und Wirken
Über Maria Pommers Herkunft und frühen Jahre ist nur wenig bekannt. In den 1920er Jahren ist sie als Garderobiere an der Bühne (zum Beispiel als Obergarderobiere an Kölns Reichshallen-Operettentheater) nachweisbar. Nach einer Zeit als Kostümbildnerassistentin durfte sie im Herbst 1937 als Maria Pommer-Pehl erstmals eigenständig Kostüme für den Film – die beiden ambitionierten Unterhaltungsstreifen Fahrendes Volk und Es leuchten die Sterne – entwerfen. Von 1941 bis Kriegsende 1945 war sie als Maria Pommer-Uhlig eine der bestbeschäftigten Kostümgestalterinnen des reichsdeutschen Films, seit Jahresende 1939 im Dienste der Münchner Bavaria-Filmkunst. Zahlreiche Leinwandstars jener Zeit wurden von ihr eingekleidet, darunter Hans Albers, Johannes Heesters und Hans Moser sowie die Damen Françoise Rosay, Käthe Gold, Brigitte Horney, Käthe Dorsch, Henny Porten und Hilde Krahl. Mit Kriegsende 1945 verliert sich Maria Pommers Spur.

## Filmografie
- 1938: Fahrendes Volk
- 1938: Es leuchten die Sterne
- 1938: Verwehte Spuren
- 1938: Verliebtes Abenteuer
- 1939: Die goldene Maske
- 1939: Robert und Bertram
- 1939: Ein Mann auf Abwegen
- 1940: Der Herr im Haus
- 1940: Das Fräulein von Barnhelm
- 1940: Herz geht vor Anker
- 1941: Das Mädchen von Fanö
- 1941: Komödianten
- 1941: Jenny und der Herr im Frack
- 1941: Alarmstufe V
- 1941: Venus vor Gericht
- 1941: Anuschka
- 1942: Das große Spiel
- 1942: Ein Zug fährt ab
- 1942: Johann
- 1943: Reise in die Vergangenheit
- 1943/47: Spuk im Schloß
- 1944/49: Münchnerinnen
- 1944/49: Liebesheirat
- 1944/49: Philine
- 1945: Ein Mann wie Maximilian
- 1945/47: Der Millionär